# Rhorus ferrugineus
Rhorus ferrugineus là một loài tò vò trong họ Ichneumonidae.